# Бёдвар Бёдварссон
Бёдвар Бёдварссон (исл. Böðvar Böðvarsson; род. 9 мая 1995 года в Хабнарфьордюр, Исландия) — исландский футболист, защитник клуба «Хабнарфьордюр».

## Клубная карьера
Начал заниматься футболом с 3-летнего возраста. Воспитанник молодежной академии клуба «Хабнарфьордюр» из родного города Хабнарфьордюр. 20 июля 2013 года дебютировал в Урвалсдейлде в победном (4:0) в поединке против «Кеблавика», в котором вышел на поле на 75-й минуте, заменив Бьорна Даниеля Сверриссона. В сезоне 2014 года начал регулярно выходить на поле в матчах чемпионата Исландии. В апреле 2014 года стал обладателем Кубка исландской лиги, в финале турнира клуб Бёдвара победил «Брейдаблик» (4:1). В июле 2014 года дебютировал в еврокубках в первом матче с «Гленавоном» (3:0) в квалификации Лиги Европы 2014/15. В 2015 году вместе с ФГ стал победителем национального чемпионата. В феврале 2016 года на правах аренды перешел в датский «Мидтьюлланн» (Суперлига), где не сыграл ни одного поединка в национальном чемпионате и через 3 месяца вернулся в родной клуб. В сезоне 2016 года завоевал свое второе чемпионство Исландии.
В феврале 2018 года Борварссон подписал 3,5-летний контракт с «Ягеллонией» (Белосток), которую тренировал Иренеуш Мамрот. Таким образом, Бёдвар стал первым исландцем в истории Экстраклассы.
В январе 2022 года подписал годовой контракт со шведским «Хельсингборгом».

## Карьера в сборной
В 2014 году сыграл 2 поединка в сборной Исландии U-19. В 2015—2016 годах выступал в команде U-21, в составе которой провел 11 поединков.
10 января 2017 года дебютировал в составе национальной сборной Исландии в победном (2:0) товарищеском матче против Китая в Наньнине.